# Epilampra gundlachi
Epilampra gundlachi är en kackerlacksart som beskrevs av Rehn, J. A. G. och Morgan Hebard 1927. Epilampra gundlachi ingår i släktet Epilampra och familjen jättekackerlackor.
Artens utbredningsområde är Kuba. Inga underarter finns listade i Catalogue of Life.